# Eadmuna
Eadmuna is een geslacht van vlinders van de familie Mimallonidae.

## Soorten
- E. esperans (Schaus, 1905)
- E. paloa Schaus, 1933
- E. villaricensis Schaus, 1933